# (10584) Ferrini
(10584) Ferrini est un astéroïde de la ceinture principale.

## Description
(10584) Ferrini est un astéroïde de la ceinture principale. Il fut découvert le 14 avril 1996 à San Marcello Pistoiese par Luciano Tesi et Andrea Boattini. Il présente une orbite caractérisée par un demi-grand axe de 2,39 UA, une excentricité de 0,21 et une inclinaison de 4,3° par rapport à l'écliptique.

## Compléments